# Neoflustrellidra schopfi
Neoflustrellidra schopfi är en mossdjursart som beskrevs av Jean-Loup d'Hondt 1975. Neoflustrellidra schopfi ingår i släktet Neoflustrellidra och familjen Flustrellidridae. Inga underarter finns listade i Catalogue of Life.